# Đôn Huệ Hoàng quý phi
Đôn Huệ Hoàng quý phi (chữ Hán: 敦惠皇貴妃; 6 tháng 9, năm 1858 - 18 tháng 5, năm 1933), Tây Lâm Giác La thị (西林覺羅氏), cũng đươc gọi là Vinh Huệ Thái phi (榮惠太妃), là một phi tần của Thanh Mục Tông Đồng Trị Hoàng đế.

## Tiểu sử
Đôn Huệ Hoàng quý phi sinh ngày 9 tháng 8 (âm lịch) năm Hàm Phong thứ 8 (1858), xuất thân từ Mãn Châu Tương Lam kỳ Tây Lâm Giác La thị. Dòng dõi của bà tương đối không mấy hiển hách.
Tằng tổ phụ La Định (羅定), một quan chức thuộc hàng Thất phẩm; tổ phụ Cát Khanh (吉卿), là một Bút thiếp thức trong cung (có nhiệm vụ ghi chép và phiên dịch sổ sách trong cung), phụ thân bà La Lâm (羅霖), đạt đến chức Chủ sự, một chức quan hạng tầm trung. Ông ngoại của bà là Thác Phổ Thanh A (托普清阿), là một Tham lĩnh của quân đội nhà Thanh. Nhìn chung, gia thế của Tây Lâm Giác La thị không cao, cũng không có quan hệ liên hôn với hoàng thất.
Năm Đồng Trị thứ 11 (1872), ngày 3 tháng 2 (âm lịch), Tây Lâm Giác La thị nhập Tử Cấm Thành trong đợt tuyển tú của Đồng Trị Đế. Năm đó, đồng thời chọn ra có Hiếu Triết Nghị hoàng hậu A Lỗ Đặc thị là Hoàng hậu, Thục Thận Hoàng quý phi Phú Sát thị là Tuệ phi, thì còn có Hiến Triết Hoàng quý phi Hách Xá Lý thị phong Du tần và Cung Túc Hoàng quý phi A Lỗ Đặc thị là Tuần tần, còn riêng Tây Lâm Giác La thị chỉ được chọn làm Quý nhân, danh hiệu Tấn Quý nhân (瑨貴人).
Địa vị của bà lúc bấy giờ thấp nhất trong 5 vị Tú nữ được sắc phong của Đồng Trị Đế, cho thấy gia thế không cao đã ảnh hưởng đến tiền trình của bà thế nào khi nhập cung. Phong hiệu "Tấn", theo Mãn văn là 「Saingge」, có nghĩa là "Tốt", "Thiện". Ngày 19 tháng 10 (âm lịch) năm đó, hành lễ phong làm Quý nhân.

## Góa phụ
Năm Đồng Trị thứ 13 (1874), ngày 15 tháng 11 (âm lịch), Từ An Thái Hậu và Từ Hi Thái hậu ra chỉ vinh phong hậu cung, thăng Quý nhân Tây Lâm Giác La thị làm Tấn tần (瑨嬪). Tháng 12 (âm lịch) năm đó, Đồng Trị Đế giá băng. Năm Quang Tự thứ 20 (1895), tháng giêng, nhân lễ Từ khánh mừng thọ 60 tuổi của Từ Hi Hoàng thái hậu, Quang Tự Đế theo lệnh chỉ của Hoàng thái hậu, sắc tôn phong hậu cung của Đồng Trị Đế, trong đó Tấn tần thăng lên Tấn phi (瑨妃).
Năm Quang Tự thứ 34 (1908), Quang Tự Đế băng hà. Ngày 25 tháng 10 (âm lịch), Tuyên Thống Đế Phổ Nghi tôn hậu cung tiền triều, tôn Tấn phi lên làm Tấn Quý phi (瑨貴妃).
Triều đại nhà Thanh sụp đổ hoàn toàn vào năm 1912 sau quyết định thoái vị của Long Dụ Thái hậu, nhưng Tuyên Thống Đế Phổ Nghi và toàn bộ hoàng thất vẫn được lưu lại trong Tử Cấm Thành. Năm Dân Quốc thứ 2 (1913), ngày 5 tháng 2 (âm lịch), Phổ Nghi lại tấn tôn bà lên Vinh Huệ Hoàng quý phi (榮惠皇貴妃), cùng lúc ấy có Đoan Khang Hoàng quý phi, Kính Ý Hoàng quý phi cùng Trang Hòa Hoàng quý phi đều cũng thụ tước vị Hoàng quý phi. Khi ấy, quy tắc cung đình không còn mấy quan trọng, cả bốn vị Hoàng quý phi đều được kính gọi [Thái phi], do đó Trang Hòa Hoàng quý phi được Phổ Nghi gọi là Vinh Huệ Thái phi (榮惠太妃).
Sau cái chết của Đồng Trị Đế, Hiếu Triết Nghị hoàng hậu rồi Thục Thận Hoàng quý phi, nhóm góa phụ của Đồng Trị Đế chỉ còn lại Tây Lâm Giác La thị cùng Hiến Triết Hoàng quý phi Hách Xá Lý thị và Cung Túc Hoàng quý phi A Lỗ Đặc thị, trong đó Hách Xá Lý thị có vị trí cao nhất, đứng đầu nhóm góa phụ của Đồng Trị Đế. Các bà đều trải qua hơn 30 năm an phận thời Quang Tự, đến khi Phổ Nghi lên ngôi thì chính thức xung đột với nhóm góa phụ của Quang Tự Đế, chính là Long Dụ Hoàng thái hậu và Cẩn phi.
Bởi vì theo ý chỉ của Từ Hi Thái hoàng thái hậu, Phổ Nghi nhập cung chính là "Một đứa con thừa tự hai tông", hai tông đây chính là Mục Tông Đồng Trị và Đức Tông Quang Tự, vì lý do đó mà nhóm góa phụ của hai tông đều cố gắng tranh chấp tình cảm với Phổ Nghi, giành được cái gọi là "Mẫu quyền". Bởi vì có danh vị Tiền triều Hoàng hậu, nên thực tế Long Dụ Thái hậu của phe Đức Tông thắng thế. Sau khi Long Dụ Thái hậu băng thệ, tranh chấp giữa nhóm góa phụ càng lớn, đặc biệt có thể thấy thông qua việc lựa chọn giữa Uyển Dung và Văn Tú. Tuy nhiên, Thanh Đế đã thoái vị, hoàng cung cũng không còn, sự tranh chấp giữa các góa phụ cũng không thật sự còn ý nghĩa gì cả.
Năm Dân Quốc thứ 10 (1924), ngày 25 tháng 10 (tức ngày 21 tháng 11 dương lịch), Hoàng đế Phổ Nghi và cả hoàng thất bị buộc phải rời khỏi hoàng cung. Vinh Huệ Hoàng quý phi cùng Kính Ý Hoàng quý phi ra cung, tạm cư ngụ tại phủ của Cố Luân Vinh Thọ công chúa.
Năm Dân Quốc thứ 22 (1933), ngày 23 tháng 4 (âm lịch), Vinh Huệ Hoàng quý phi qua đời, thọ 78 tuổi. Tháng 5, Phổ Nghi dâng thụy hiệu cho bà là Đôn Huệ Hoàng quý phi (敦惠皇貴妃). Năm thứ 24 (1935), tháng 2, bà được táng tại Phi viên tẩm của Huệ lăng (惠陵), Thanh Đông lăng cùng với Kính Ý Hoàng quý phi.